# JCSS
JCSS（じぇいしーえすえす、英: Japan Calibration Service System）とは、計量法に基づく日本の校正事業者登録（認定）制度である。
JCSS は ISO 17025 に準拠した国家標準器とのトレーサビリティのある校正を行うための制度であり、経済産業省および同省の独立行政法人 製品評価技術基盤機構 NITE が JCSS を所管している。
ISO 国際規格に準拠した不確かさの保障を計量行政から得るには、JCSS 校正の認定を受けた JCSS 認定事業者に測定器の校正を依頼し、JCSS 校正証明書を得る必要がある。
JCSS で登録された校正事業者は、その証として JCSS 標章の入った校正証明書を発行できる。また、国際 MRA 対応認定事業者は、その証として ILAC MRA 付き JCSS 認定シンボルの入った校正証明書を発行できる。

## JCSS が提供する国家標準器
1. 長さ : 協定世界時に同期した原子時計、長さ用 633 nmよう素分子吸収線波長安定化 He–Ne レーザ、角度測定装置
2. 質量 : 日本国キログラム原器、標準分銅
3. 時間 : 協定世界時に同期した原子時計
4. 温度 : 温度定点群実現装置
5. 光 : 単色平行光発生装置、分光視感効率近似受光器、比較受光器、自己校正測定装置、配光測定装置、分布温度測定用受光器、分光放射輝度照度測定装置
6. 角度
7. 体積
8. 流量・流速
9. 振動加速度 : レーザ干渉式振動測定装置
10. 電気
  - 直流・低周波: ジョセフソン効果電圧測定装置、量子ホール効果抵抗測定装置、キャパシタンス測定装置
  - 高周波
11. 密度・屈折率 : 単結晶シリコン球体
12. 力 : 実荷重式、こうかん式、油圧式力標準機群
13. 圧力 : ピストン式重錘型圧力標準器
14. トルク : トルク標準機群
15. 粘度
16. 熱量 （標準物質）: 熱量標準安息香酸
17. 熱伝導率
18. 音響・超音波 : 標準マイクロホン音圧相互校正装置
19. 濃度 （標準物質）
20. 放射線・放射能 : 平行平板型自由空気電離箱式照射線量測定設定装置、グラファイト壁空洞電離箱式照射線量設定装置、放射能絶対測定装置
21. 硬さ : ロックウェル硬さ標準機、ビッカース硬さ標準機
22. 衝撃値
23. 湿度 : 標準湿度発生装置群

## 計量検定との違い
一般に、JCSS とは異なる他の制度では、たとえ日本国の行政の監督している検定制度であっても ISO 17025 に準拠した校正とは見なされない。たとえば都道府県の地方自治体行政が管轄している計量検定所が行っている計量検定では、 ISO 準拠のトレーサビリティの保証は計量検定所の管轄外であり、計量検定では JCSS の校正証明書は発行できない。
一部の計量検定所では JCSS の認定事業に参入し、その検定所が JCSS の認定事業者である場合もあるが、これらは、たまたまその検定所では計量検定とは別にJCSS 校正も依頼が可能ということであり、計量検定と JCSS 校正とは異なる制度である。
たとえば、ある測定器が計量検定で合格しても、べつに JCSS 校正を受けたことにはならないので、測定器が JCSS 校正を受けたという証明および ISO 17025 準拠の不確かさを計量行政に保証してもらいたい場合は、別途、JCSS 校正を認定事業者に依頼する必要がある。
同様に、ある測定器を計量検定で合格させたい場合は、たとえJCSS校正を受けても、べつに計量検定の合格にはならないので、測定器は別途、計量検定を受ける必要がある。
国家標準器の管理には多くの官庁が関わっているし、いろんな物理量ごとに国家標準器があるので国家標準器の種類も多いが、一般に国家標準器を管理している代表的な省庁は、主に経済産業省であり、経済産業省の所管の工業研究所である産業技術総合研究所にて国家標準器が管理されている。ただし、一部の物理量の国家標準器では、別の省庁の研究機関などが管理している。

## 一般の校正との違い
一般の企業や大学などの実験室などの測定実験で、たとえISO、IECなどの国際規格に準拠した測定方法で実験を行い不確かさの計算をしても、ISO 17025に準拠したと認められる校正機関で、認められた範囲内の校正を行っていなければ、国家標準とのトレーサビリティの取れた不確かさのある測定値として行政が承認することはできない。
冒頭の説明にあるように、JCSSは上記の校正が可能である校正機関を認定する制度である。
測定器や測定データに不確かさを付けるには、その測定器を JCSS 校正の認定事業者に JCSS 校正を注文するか、あるいは既に JCSS 校正の取れた測定器で自ら校正する必要がある。なお、認定事業者以外の会社は法律的に JCSS 校正を会社の事業にはできない。
なお、JCSS校正をJCSS以外の国内もしくは海外の校正機関の校正に置き換えることも可能である。（例：JAB、A2LA等）
ただし、その場合は校正事業者が国際MRAに対応していることを確認する必要がある。

## その他
一般にJCSS認定事業者は、校正終了時におけるJCSS校正証明書の発行のさいに、校正を注文した顧客の求めに応じて、加えてトレーサビリティ体系図なども発行して顧客に受け渡す場合もある。
しかし、JCSS校正証明書は、証明書としての効力をもつが、一方でトレーサビリティ体系図はあくまで参考図にすぎない。つまりJCSS制度としては、トレーサビリティ体系図は証明書としての効力を持たない。